# Juke box (film)
Juke box è un film italiano del 1985, diretto da Carlo Carlei, Enzo Civitareale, Sandro De Santis, Antonello Grimaldi, Valerio Jalongo, Daniele Luchetti e Michele Scura e composto da cinque episodi. Girato nel 1983, è il film d'esordio per i sette registi, usciti dalla Scuola di cinema della Gaumont Italia, che distribuì la pellicola.

## Trama

### La ricerca
Un anziano produttore cinematografico, reduce dall'insuccesso del suo ultimo film, incarica il suo braccio destro di andare alla ricerca di un nuovo talento da finanziare.

### Il volo
Una giovane dottoressa viene a sapere che un ragazzo sta per morire a causa di un aneurisma. Mentre si reca da lui, cerca di trovare la maniera più delicata per dirgli che ha pochissime ore di vita; quando si accorge che è una sua vecchia conoscenza, rinuncia a confessargli la verità e gli dona tutto il suo amore.

### La cifra
Due giovani tossicodipendenti passano la giornata a cercare di racimolare soldi per acquistare le dosi di droga.

### Nei dintorni di mezzanotte
Una giovane attrice agli inizi della carriera, mentre si trova negli studi cinematografici viene terrorizzata dal guardiano notturno, che è stato anche lui attore di poco successo.

### Attraverso la luce
Si indaga sulla morte di un grande regista cinematografico quando durante l'autopsia viene estratto un misterioso oggetto dalla sua prostata. Alex Lamont, suo grande ammiratore, potrebbe essere l'unico testimone a rivelare qualcosa, avendo assistito di nascosto all'operazione.

## Distribuzione
Il film, presentato in una sezione collaterale della 40ª Mostra internazionale d'arte cinematografica di Venezia, ottenne il visto di censura due anni più tardi (n. 81.120 del 14 dicembre 1985) per una lunghezza di 2.480 metri ed ebbe la prima proiezione pubblica il 18 dicembre dello stesso anno.